# Mercedes Cup 2005
Mercedes Cup 2005 — тенісний турнір, що проходив на ґрунтових кортах у місті Штутгарт, Німеччина з 18 липня. Належав до категорії ATP International Series Gold.

## Фінальна частина

### Одиночний розряд
Рафаель Надаль —  Гастон Гаудіо 6–3, 6–3, 6–4

### Парний розряд
Хосе Акасусо /  Себастьян Прієто —  Маріано Худ /  Томмі Робредо 7–6(7–4), 6–3